# Anoplaspis maskelli
Anoplaspis maskelli är en insektsart som beskrevs av Morrison 1922. Anoplaspis maskelli ingår i släktet Anoplaspis och familjen pansarsköldlöss. Inga underarter finns listade i Catalogue of Life.